# If You Were a Woman (And I Was a Man)
«If You Were a Woman (And I Was a Man)» — песня, записанная валлийской певицей Бонни Тайлер для её альбома Secret Dreams and Forbidden Fire. Автором выступил Дезмонд Чайлд, продюсером — Джим Стайнман. С тех пор Чайлд заявил, что песня была переписана как «You Give Love a Bad Name» с Bon Jovi после того, как он был недоволен выступлением песни в чартах. Она была успешной в Европе, достигнув шестого места во Франции, было продано более 250 000 копий. Песня также достигла 77-го места в чарте Billboard Hot 100, и с тех пор стала последним хитовым синглом Тайлер в США. Тайлер перезаписала песню на своем альбоме Simply Believe.

## Предыстория и композиция
После успеха альбома Faster Than the Speed of Night Бонни Тайлер продолжила работу с Джимом Стайнманом над вторым альбомом. «If You Were a Woman (And I Was a Man)» была выпущена в качестве третьего сингла с альбома Тайлер Secret Dreams and Forbidden Fire после международного успеха первого сингла «Holding Out for a Hero», которая была выпущена в 1984 году в саундтреке к фильму «Свободные». Стайнман нанял Дезмонда Чайлда для двух песен (другая - «Lovers Again»). Стайнман сказал Чайлду, что хочет песню о андрогинии. «Я хочу особую песню. Куплеты должны звучать как в песнях Тины Тёрнер, секция B должна звучать как песни The Police, U2 или Hall & Oates, а припев должен звучать как песни Брюса Спрингстина», - продолжил он.
После того, как он закончил свою работу над Secret Dreams and Forbidden Fire, и сингл достиг пика, Чайлд перешел работать с Bon Jovi несколько месяцев спустя. Он написал песню «You Give Love a Bad Name» с Джон Бон Джови и Ричи Самборой, используя одну и ту же припевную композицию, и сделал песню хитом. «Мне было больно в звукозаписывающей компании за то, что я не протолкнул эту песню [„If You Were A Woman (And I Was a Man)“], и я сказал: „Я собираюсь доказать, что эта песня — хит!“ Так что мы написали её снова».

## Списки композиций и форматы
- 7" single[3]

1. "If You Were a Woman (And I Was a Man)" – 4:00
2. "Under Suspicion" – 4:20

- 12" maxi[4]

1. "If You Were a Woman (And I Was a Man)" (extended version) – 4:46
2. "Straight from the Heart" – 3:38
3. "Under Suspicion" – 4:20

## Чарты
| Чарт (1986)                              | Высшая позиция |
| ---------------------------------------- | -------------- |
| Australia (Kent Music Report)            | 77             |
| Canada Top Singles (RPM)                 | 87             |
| European Hot 100 Singles (Music & Media) | 30             |
| Finland (Suomen virallinen lista)        | 11             |
| Франция (SNEP)                           | 6              |
| Новая Зеландия (Recorded Music NZ)       | 20             |
| Швейцария (Schweizer Hitparade)          | 16             |
| Великобритания (OCC UK Singles)          | 78             |
| США (Billboard Hot 100)                  | 77             |
| West Germany (GfK Entertainment Charts)  | 36             |

| Чарт (2025)                     | Высшая позиция |
| ------------------------------- | -------------- |
| Poland (Polish Airplay Top 100) | 80             |

| Чарт (1986)                              | Высшая позиция |
| ---------------------------------------- | -------------- |
| European Hot 100 Singles (Music & Media) | 63             |

## Сертификации и продажи
| Регион                                                       | Сертификация | Продажи  |
| ------------------------------------------------------------ | ------------ | -------- |
| Франция (SNEP)                                               | Серебряный   | 250 000* |
| * Данные о продажах приведены только на основе сертификации. |              |          |

## Перезаписи
Тайлер несколько раз перезаписывала песню. «If You Were a Woman (And I Was a Man)» появилась в её альбоме Simply Believe и в её мини-альбоме Bonnie Tyler. В связи с выпуском альбома Wings Тайлер выступила в Сарагосе, Испания, и концерт был снят для её DVD Bonnie on Tour и компакт-диска Bonnie Tyler Live, которые включают песню в список композиций.

## Кавер-версии
На песню вышла кавер-версия Робин Бек для её альбома Trouble Or Nothin', спродюсированного Чайлдом и его давним сотрудником сэром Артуром Пейсоном. В альбоме также представлены другие песни, написанные Чайлдом, первоначально записанные Тайлер, включая «Hide Your Heart» и «Save Up All Your Tears».
Ру Пол записал песню для своего альбома Foxy Lady. Альбом получил отрицательную рецензию от AllMusic, в котором он считал, что альбом был «попыткой расширить статус феномена поп-культуры Ру Пола до настоящей карьеры», но ему не хватало каких-либо запоминающихся песен.
Эйва Макс использовала мелодию песни в своём сингле «Kings & Queens», представленном в её альбоме Heaven & Hell.